# Abd al-Karim Khalifa
Abd al-Karim Khalifa (arabisch عبد الكريم خليفة, DMG ʿAbd al-Karīm Ḫalīfa; * 1924 in Salt; † 17. August 2020) war ein jordanischer Literaturwissenschaftler und Professor für arabische Literatur. Er war Vorsitzender der Jordanischen Akademie für Arabische Sprache (مجمع اللغة العربية الأردني) und Präsident der Universität von Jordanien.
Er war einer der 138 Unterzeichner des offenen Briefes Ein gemeinsames Wort zwischen Uns und Euch (engl. A Common Word Between Us & You), den Persönlichkeiten des Islam an „Führer christlicher Kirchen überall“ (engl. “Leaders of Christian Churches, everywhere …”) sandten (13. Oktober 2007).